# Корбі (комуна)
Корбі (рум. Corbi) — комуна у повіті Арджеш в Румунії. До складу комуни входять такі села (дані про населення за 2002 рік):
- Жгябурі (506 осіб)
- Корбшорі (934 особи)
- Корбі (1674 особи)
- Подурі (367 осіб)
- Поєнерей (143 особи)
- Стенешть (771 особа)

Комуна розташована на відстані 138 км на північний захід від Бухареста, 47 км на північ від Пітешть, 132 км на північний схід від Крайови, 75 км на південний захід від Брашова.

## Населення
За даними перепису населення 2002 року у комуні проживали 4395 осіб.
Національний склад населення комуни:
| Національність | Кількість осіб | Відсоток |
| -------------- | -------------- | -------- |
| румуни         | 4392           | 99,9%    |
| цигани         | 2              | < 0,1%   |
| італійці       | 1              | < 0,1%   |

Рідною мовою назвали:
| Мова       | Кількість осіб | Відсоток |
| ---------- | -------------- | -------- |
| румунська  | 4393           | > 99,9%  |
| угорська   | 1              | < 0,1%   |
| італійська | 1              | < 0,1%   |

Склад населення комуни за віросповіданням:
| Релігія                                       | Кількість осіб | Відсоток |
| --------------------------------------------- | -------------- | -------- |
| православні                                   | 4383           | 99,7%    |
| адвентисти                                    | 8              | 0,2%     |
| римо-католики                                 | 2              | < 0,1%   |
| лютерани (Синодально-пресвітеріанська церква) | 1              | < 0,1%   |
| лютерани                                      | 1              | < 0,1%   |